# Bir Gandús
Bir Gandús es un municipio del Sahara Occidental bajo control marroquí. Situada en el extremo sur, es un lugar fronterizo con Mauritania. Tiene una altitud de 126 m s. n. m. y una población de 4625 habitantes según el censo de 2014.
En los campos de refugiados de Tindouf, en Argelia hay un barrio homónimo en el población de Auserd.

## Hermanamientos
- Albacete, España
- Atarfe, España
- Torrejón de Ardoz, España
- Aspe, España